# Pangaea (Miles Davis)
Pangaea è un doppio album live di Miles Davis registrato il 1º febbraio 1975 all'Osaka Festival Hall, in Giappone. Sia l'album Agharta che Pangaea furono registrati nello stesso giorno, Agharta nel pomeriggio durante il primo show, mentre Pangaea fu registrato in serata durante il secondo show.

## Tracce
Disco 1
1. Zimbabwe – 41:48

Disco 2
1. Gondwana – 46:50

## Formazione
- Miles Davis – tromba elettrica con Wah Wah, organo
- Sonny Fortune – flauto, sax soprano, sax tenore
- Pete Cosey – chitarra elettrica, sintetizzatore, percussioni
- Reggie Lucas – chitarra elettrica
- Michael Henderson – basso elettrico
- Al Foster – batteria
- Mtume – conga, percussioni, water drum, rhythm box